# Всемирная федерация Алпагут
Всемирная федерация Алпагут или сокращенно: ВФА (англ. World Alpagut Federation, WAF)  — международная спортивная организация, созданная в 2014 году для развития боевого искусства Алпагут и управления клубами и федерациями Алпагут в других странах. Федерация имеет официальные представительства, клубы и федерации более чем в 50 странах мира.

## История
С начала 2014 года по инициативе основоположника боевого искусства Алпагут Васифа Намазова было принято решение о создании Международной спортивной организации под названием Всемирная Федерация Алпагут для развития спорта Алпагут. Первым президентом федерации был избран Фарид Ализаде, а 12 февраля 2014 года федерация была официально зарегистрирована и начала свою деятельность.

### Первый конгресс
В 2015 году было принято решение о реформировании Всемирной федерации Алпагут для развития Алпагута. 12 января 2015 года Фарид Ализаде и структура федерации подали в отставку. 18 марта 2015 года в Центре Ататюрка в Азербайджане генеральная ассамблея Всемирной федерации алпагут созвала внеочередной конгресс.  Согласно решениям, новым президентом Всемирной федерации Алпагут избран депутат Азербайджанской Республики Низами Джафаров. Предыдущий президент организации бизнесмен Фарид Ализаде был объявлен почетным президентом Всемирной федерации алпагут.

### Второй конгресс
9 января 2015 года Совет директоров Всемирной федерации алпагут созвал внеочередное заседание. На заседании депутат Азербайджанской Республики Ганира Пашаева была избрана 1-м вице-президентом Всемирной федерации, а Араз Абдулласой, ранее занимавший должность 1-го вице-президента Федерации, избран вице-президентом по правовым вопросам.

### Третий конгресс
30 августа 2022 года в Центральной научной библиотеке Национальной академии наук Азербайджана состоялся третий съезд Всемирной федерации Алпагут. На съезде членами правления Всемирной федерации алпагут были избраны Джала Ахмедова, Кёнуль Нуруллаева, Васиф Намазов, Бетуль Алтынташ, Гудрат Нуриев, Фарид Ализаде, Фаиг Мамедов, Нуране Шихалиева, Аманжол Туберов, Эмиль Рагимов, Али Гурбани, а Васиф Намазов был избран членами правления Всемирной федерации алпагут. избран председателем правления.
Новая исполнительная структура: президентом федерации избрана депутат парламента Азербайджана Джала Ахмедова, первым вице-президентом избрана депутат парламента Азербайджана Конуль Нуруллаева, вице-президентами избраны Эмиль Рагимов и Фархад Алиев. До этого на съезде возглавившие федерацию депутаты Низами Джафаров и Ганира Пашаева были избраны почетными членами Всемирной федерации алпагут.

## Признание
Всемирная Федерация Алпагут была зарегистрирована 12 февраля 2014 года под номером 434162041 и начала свою деятельность.
- ISNI - 18 июня 2023 года Всемирная Федерация Алпагут была зарегистрирована в официальной организации Международный идентификатор стандартных наименований.[5]
- ICSSPE - 17 мая 2022 года был принят в члены Международного совета спортивных наук и физического воспитания.[6]
- TAFISA - 7 декабря 2022 года был принят в члены ТАФИСА (), а 3 ноября 2023 года был принят постоянным членом.[7]
- IMGC - 10 марта 2023 года был принят в члены Комитета Международных игр боевых искусств.[8]
- FAIR PLAY - 10 мая 2023 года был принят в члены Международного комитета честной игры.[9]
- ISNO - 10 мая 2023 года был принят в члены Международной организации спортивной сети.[10]
- GAWSF - 14 февраля 2024 года она была признана Генеральной ассоциацией мировых спортивных федераций (зам. ГАИСФ) и принята в качестве официального члена.[11]
- UIA[12] - 08 июня 2024 года, была опубликована в Глобальной базе данных гражданского общества, выпущенной Союзом международных ассоциаций..[13]
- ISCA - 26 декабря 2024 года  стала членом Международной ассоциации спорта и культуры[14][15]
- ITCHF - 29 декабря было подписано Соглашение о сотрудничестве между Международным фондом тюркской культуры и наследия.[16][17]

## Активность
С момента своего создания Всемирная федерация Алпагут проводила презентации, семинары и международные турниры в различных странах. Федерация начала проводить Кубок мира и чемпионаты мира с 2016 года. Чемпионаты мира, организованные в Баку в 2018 и 2019 годах, прошли при поддержке Министерства молодежи и спорта Азербайджана.

### Международные соревнования
| №  | Название соревнования | Место проведения    | Дата              |
| -- | --------------------- | ------------------- | ----------------- |
| 1  | Кубок Черного моря    | Грузия/Озургети     | 20–24. VII.2014   |
| 2  | Кубок Черного моря    | Грузия/Озургети     | 24–28. VII.2015   |
| 3  | Кубок Каспи           | Азербайджан/Гусар   | 06–09. VI.2015    |
| 4  | Кубок Евразии         | Грузия/Батуми       | 24–28. IV.2016    |
| 5  | Кубок мира            | Грузия/Озургети     | 24–28. VI.2016    |
| 6  | Международный турнир  | Азербайджан/Сумгаит | 24.XII.2016       |
| 7  | Кубок мира            | Азербайджан/Баку    | 24-25. Х. 2017    |
| 8  | I Чемпионат Мира      | Азербайджан/Баку    | 24-25. XI.2018    |
| 9  | II Чемпионат Мира     | Азербайджан/Баку    | 22-24. XI.2019    |
| 10 | Чемпионат Евразии     | Турция/Бурса        | 20-21. XI.2021    |
| 11 | Кубок мира            | Турция/Бурса        | 10-12. VI.2022 г. |
| 12 | III Чемпионат Мира    | Турция/Бурса        | 01–04. XII.2022   |
| 13 | Международный турнир  | Индия/Мумбаи        | 17–18. XII.2022   |
| 14 | IV Чемпионат Мира     | Турция/Бурса        | 01-04. XII.2023   |
| 15 | Кубок мира            | Грузия/Кутаиси      | 01-04. XII.2024   |
| 16 | I Чемпионат Азия      | Казакстан/Шымкент   | 03-06. VII.2025   |

### Международные семинары
| S/S | Название семинара      | Место проведения   | Дата         |
| --- | ---------------------- | ------------------ | ------------ |
| 1   | Семинар в Грузие       | Грузия/ Озургети   | 22.07.2014   |
| 2   | Семинар в Турцие       | Турция / Бурса     | 26.05.2016   |
| 3   | Семинар в Индие        | Мумбаи / Индия     | 05.05.2017   |
| 4   | Семинар в Турцие       | Турция / Бурса     | 11.05.2019   |
| 5   | Семинар в Азербайджане | Азербайджан / Баку | 20.05.2020   |
| 6   | Семинар в Азербайджане | Азербайджан / Баку | 30.05.2022   |
| 7   | Семинар в Индие        | Мумбаи / Индия     | 17.12.2022   |
| 8   | Семинар в Казакстане   | Казахстан / Алматы | 02.10.2023   |
| 9   | Семинар в Ираке        | Ирак / Багдад      | 9-13.03.2024 |

## Представительства
В настоящее время национальные федерации, официальные и временные представительства имени Алпагут действуют более чем в 50 странах мира по лицензии Всемирной Федерации Алпагут. Существуют официальные представительства, клубы и федерации.

## Текущее руководство
- Президент ВФА — Жала Ахмедова
- 1-й вице-президент ВФА — Конуль Нуруллаева
- Вице-президенты ВФА — Эмиль Рагимов, Фархад Алиев
- Председатель правления ВФА — Васиф Намазов
- Председатель ВФА NTK — Бетюль Алтынташ (Турция)
- Генеральный секретарь — Рафик Гасымов (Азербайджан)
- Координатор системы Jaymaz — Фаиг Мамедов (Грузия)
- Президент Азиатской Федерации Алпагут — Альфия Кальмаганбетова (Казахстан)[42][43]
- Президент Европейской федерации Алпагут — Наим Белгин (Румыния)
- Координатор системы Айча — Марина Беляева (Россия)
- Координатор системы Батур — Аманжол Туберов (Казахстан)
- Координатор системы Гуршаг — Бообек Тотошов (Кыргызстан)
- Координатор системы Качут — Бюлент Бююк (Турция)
- Технический директор ВФА — Юнус Арабаджи (Турция)
- Председатель судейского комитета ВФА — Намиг Фаст (Германия)
- Ревизионная комиссия ВФА — Гудрат Нуриев (Азербайджан)[44]